# Bașchiria
Bașchiria sau Republica Bașcortostan (în limbile rusă Республика Башкортостан sau Башкирия și bașchiră Башҡортостан Республикаһы) este un subiect federal al Rusiei (o republică). Orașul Ufa este capitala Republicii Bașcortostan.

## Istoria

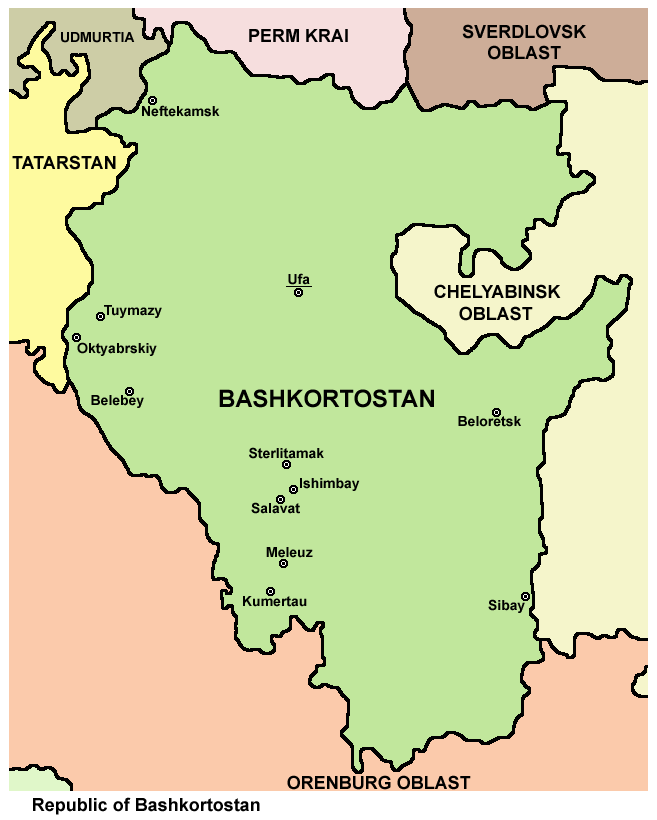
Harta Bașkortostanului

Teritoriul Bașcortostanului a fost locuit din cele mai vechi timpuri. Există dovezi arheologice ale locuirii umane încă din paleolitic. Epoca bronzului este cea în care teritoriul a fost puternic colonizat. Când triburile culturii Abașevo au început să se așeze aici, ei au adus și deprinderi înaintate în ceea ce privește prelucrarea bronzului (fabricarea de unelte, arme și podoabe). Aceste triburi au fost primele care s-au sedentarizat în zona Uralilor sudici. Numele „bașchir” este atestat pentru prima oară în secolul al IX-lea.
În secolul al X-lea, islamismul a început să câștige aderenți printre bașchiri, pentru ca în secolul al XIV-lea să devină religia dominantă în zonă. Până în secolul al XVI-lea, teritoriul de azi al Bașchiriei a fost împărțit între Hanatul Kazanului, Hanatul Siberiei și Hoarda Nogai. După cucerirea Kazanului de țarul Ivan cel Groaznic în 1554 – 1555, șefii triburilor bașchire apusene și nord-vestice au cerut țarului să fie admiși în Cnezatul Moscovei.
Mai multe răscoale ale bașchirilor au avut loc împotriva ocupației ruse, ca de exemplu în 1662–1664, 1681–1684, 1735–1740 sau 1755–1756.
Din a doua jumătate a secolului al XVI-lea, Bașchiria, teritoriu în cadrul statului rus, a început să se apropie de forma din zilele noastre. În 1798, a fost înființată Adunarea Spirituală a Musulmanilor Ruși, semn al recunoașterii de către guvernul țarist a drepturilor religioase a națiunilor musulmane bașchiră, tătară și altele. Un alt pas spre câștigarea identității teritoriale bașchire a fost constituirea în 1865 a guberniei Ufa.
După victoria revoluție ruse din 1917, a fost constituită în 1919 Republica Sovietică Socialistă Autonomă Bașchiră în cadrul RSFS Rusă. În perioada sovietică, Bașchiria s-a bucurat de o largă autonomie. Structura administrativă a Bașchiriei sovietice era bazată pe principii similare cu cele ale altor republici autonome sovietice ruse.
În 1932 a început exploatarea zăcămintelor de petrol în republică. O etapă nouă în exploatarea subsolului s-a deschis odată cu descoperirea zăcământului de la Tuimanzi. În timpul celui de-al doilea război mondial, Bașchiria a devenit una dintre regiunile cele mai importante ale URSS-ului din punct de vedere industrial, aici fiind relocate numeroase fabrici și uzine din Rusia apuseană și numeroși evacuați. Bașchiria a devenit un furnizor important de arme, combustibil și alimente. Dezvoltarea industrială a Bașchiriei a continuat și după încheierea războiului – au apărut noi întreprinderi miniere, constructoare de mașini și rafinării. Industria Bașchiriei a devenit o bază solidă care asigura sprijinirea dezvoltării și a altor teritorii rusești europene.
Pe 1 octombrie 1990, Sovietul Suprem al RSSA Bașchiră a adoptat declarația asupra suveranității de stat. Pe 25 februarie 1992, numele oficial al republicii a fost schimbat în Republica Bașcortostan.
Pe 31 martie 1992, a fost semnată cu guvernul central de la Moscova o înțelegere asupra „Separării autorităților și puterilor între organele federale ale puterii ale Federației Ruse și Republica Bașcortostan”. Pe 3 august 1994 a fost semnată o nouă înțelegere asupra „Separarea autorităților și a delegării mutuale a puterilor între organele de putere a Federației Ruse și organele puterii ale Republicii Bașcortostan”.

## Politica
Șeful statului bașchir este președintele, care este ales pentru un mandat de cinci ani. În conformitate cu prevederile Constituției, președintele republicii este garantul drepturilor și libertăților cetățenilor, apără interesele economice și politice ale republicii și apără legea și ordinea în Bașcortostan.
Mortaza Ghöbäydulla uly Räximev (n. 1934) , ales în decembrie 1993 și reales în decembrie 2003 a fost preșdintele Republicii Bașcortosan în perioada 1993 - 2010. La ultimele alegeri, OSCE a acuzat existența unor „elemente de fraudă de bază”. Rustem Khamitov( n.1954) a fost preșdintele Republicii Bașcortosan în perioada 2010-2018.
Parlamentul unicameral al republicii este Adunarea de Stat a Bașcortostanului — Kurultai, cei 120 de deputați fiind aleși prin vot universal pentru un mandat de cinci ani.
Constituția Bașcortostanului a fost adoptată pe 24 decembrie 1993. Articolul 1 stipulează că Bașcortostanul este o republică suverană din Rusia, ea bucurându-se de toate puterile de stat în condițiile legilor federale ruse.
Relațiile dintre Republica Bașcortostan și Federația Rusă sunt bazate în prezent pe prevederile Constituției Federație Ruse, ale Constituției Republicii Bașcortostan, a Înțelegerilor Federative (cu amendamentele aprobate).
Puterea judecătorească este deținută de Curtea Constituțională, Curtea Supremă, Curțile de Apel, tribunalele teritoriale și judecătoriile locale.

## Economia
Cea mai mare parte a economiei din Bașchiria se bazează pe extracția țițeiului și pe industria rafinării petrolului, care a rămas însă la nivelurile din perioada sovietică, puține investiții fiind făcute de la prăbușirea Uniunii Sovietice. Deși cea mai mare parte a industriei este privatizată în mod oficial, este de facto în mâinile apropiaților familiei președintelui republicii.
Peste jumătate din întreprinderile republicii funcționează în capitala Ufa.

## Geografia
Bașcortostanul se întinde în zona de sud a Uralilor și a câmpiilor adiacente.
- Suprafața: 143.600 km².
- Frontiere:
  - nord Ținutul Perm
  - nord-est Regiunea Sverdlovsk și Udmurtia
  - nord-est, est, sud-est Regiunea Celiabinsk
  - sud-est, sud, sud-vest Regiunea Orenburg
  - vest Tatarstan
- Cel mai înalt punct: Muntele Iamantau – 1.638 m

### Ora locală
Bașcortostanul se află pe fusul orar al Ecaterinburgului (YEKT/YEKST). Diferența față de UTC este de +0500 (YEKT)/+0600 (YEKST).

### Râurile
În republică sunt peste 13.000 de râuri. Unele dintre ele fac parte din sistemul de transport pe râuri și canale din Rusia răsăriteană și asigură accesul către porturile de la Marea Baltică sau de la Marea Neagră.
Printre cele mai importante râuri sunt:
- Belaia – 1.430 km
- Ufa – 918 km
- Sakmara – 760 km
- Ik (Iq) – 571 km
- Dioma - 535 km
- Iuruzan – 404 km

### Lacuri
Sunt peste 2.700 de lacuri naturale și de acumulare în republică. Printre cele mai importante lacuri sunt:
- Lacul Asylykül (23,5 km²)
- Lacul Qandrykül (15,6 km²)
- Lacul Urgun (12,0 km²)
- Lacul de acumulare Pavlovskoe (120,0 km²)
- Lacul de acumulare Nugușkoe (25,2 km²)

### Munții
Pe teritoriul republicii se află o parte a Munților Urali de sud și ele se întind de la granița de nord până la cea de sud. Printre cei mai înalți munți se află:
- Muntele Iamantau 1.638 m
- Muntele Bolșoi Iremel 1.582 m
- Muntele Mali Iremel 1.449 m

### Bogățiile naturale
Republica Bașcortostan este unul dintre cele mai bogate teritorii în resursele minerale. În republică sunt zăcăminte a peste 3.000 de minerale. Bașcortostanul este bogat în zăcăminte de petrol și a fost unul dintre cele mai importante centre de extracție a țițeiului din fosta Uniune Sovietică. În republică există și zăcăminte bogate de gaze naturale, cărbune, fier, mangan, crom, metale neferoase (plumb, wolfram), barită, asbest și pietre naturale de construcție (malachit, jad, granit).
Bașcortostanul este una dintre cele mai importante baze de aprovizionare a industriei metalurgiei neferoase din Rusia. De asemenea, în republică se află mari depozite de lignit cu un conținut ridicat de bitum. Lignitul este folosit pentru obținerea a numeroase produce chimice.
Teritoriul Bașcortostanul este acoperit de numeroase păduri – 62.000 km² - adică cam o treime din suprafața republicii. Printre soiurile de copaci din pădurile Bașkortostanului sunt mestecenii, coniferele, teii, stejarii și arțari. Rezervele totale de cherestea sunt de aproximativ 718 milioane m³. Peste 10.000 km² de păduri sunt declarate rezervații naturale.
În republică sunt numeroase izvoare de apă minerală – medicinală sau pentru consumul curent și uriașe rezerve de apă dulce.

### Clima
- Temperaturile medii anuale: 0,3 °C (în munți) ... 2,8 °C (în câmpii)
- Temperatura medie în ianuarie: -16 °C
- Temperatura medie în iulie: +18 °C

## Populația
- Populația: 4.104.336 (2002)
  - Urbană: 2.626.613 (70,8%)
  - Rurală: 1.477.723 (29,2%)
  - Bărbați 1.923.233 (46,9%)
  - Femei: 2.181.103 (53,1%)
- Femei la 1000 de bărbați: 1.134
- 'Vârsta medie: 35,6 ani
  - în mediul urban: 35,2 ani
  - în mediul rural: 36,4 ani
  - Bărbați: 33,4 ani
  - Femei: 37,7 ani
- Număr de gospodării: 1.429.004 (cu 4.066.649 locuitori)
  - în mediu urban: 931.417 (cu 2.592.909 locuitori)
  - în mediu rural”: 497.587 (cu 1.473.740 locuitori)
- Statistica demografică (2005)
  - Nașteri: 44.094 (rata nașterilor 10,8)
  - Decese: 57.787 (rata nașterilor 14,2)

- Grupuri etnice

În conformitate cu rezultatele recensământului din 2002, rușii formează 36,3% din populația republicii, în vreme ce etnicii bașchiri reprezintă numai 29,8%. Alte grupuri etnice sunt: tătarii (24,1%), ciuvașii (2,9%), mari (2,6%), ucrainenii (1,4%), modvinii și urdmurții (câte 0,6%) și numeroase alte grupuri etnice cu mai puțin de 0,5%.
| Recensământul din | 1939              | 1959              | 1970              | 1979              | 1989              | 2002              | 2010              |
| ----------------- | ----------------- | ----------------- | ----------------- | ----------------- | ----------------- | ----------------- | ----------------- |
| Bașchiri          | 671.188 (21,2%)   | 737.744 (22,1%)   | 892.248 (23,4%)   | 935.880 (24,3%)   | 863.808 (21,9%)   | 1.221.302 (29,8%) | 1.172.287 (29,5%) |
| Ruși              | 1.281.347 (40,6%) | 1.418.147 (42,4%) | 1.546.304 (40,5%) | 1.547.893 (40,3%) | 1.548.291 (39,3%) | 1.490.715 (36,3%) | 1.432.906 (36,1%) |
| Tătari            | 777.230 (24,6%)   | 768.566 (23,0%)   | 944.505 (24,7%)   | 940.436 (24,5%)   | 1.120.702 (28,4%) | 990.702 (24,1%)   | 1.009.295 (25,4%) |
| Mari              | 90.163 (2,9%)     | 93.902 (2,8%)     | 109.638 (2,9%)    | 106.793 (2,8%)    | 105.768 (2,7%)    | 105.829 (2,6%)    | 103.658 (2,6%)    |
| Alții             | 339.041 (10,7%)   | 323.250 (9,7%)    | 325.380 (8,5%)    | 313.278 (8,1%)    | 304.544 (7,7%)    | 295.788 (7,2%)    | 353,956 (8,7%)    |

Limba rusă este vorbită de aproape toți cetățenii republicii, cam 30% dintre ei vorbesc și limba tătară, iar 20% vorbesc limba bașchiră.

### Dezvoltarea populație
| Anul | Populația |
| ---- | --------- |
| 1897 | 1.991.000 |
| 1913 | 2.811.000 |
| 1926 | 2.547.000 |
| 1939 | 3.158.000 |
| 1959 | 3.340.000 |
| 1970 | 3.818.000 |
| 1979 | 3.849.000 |
| 1989 | 3.950.000 |
| 2002 | 4.104.000 |
| 2005 | 4.078.800 |
| 2010 | 4.072.100 |

## Învățământul
Republica Bașcortostan are un mare potențial tehnic și științific. În republică există aproximativ 60 de organizații științifice, 12 institute de cercetare și 29 de institute de proiectare.
Sistemul învățământului de toate gradele are o tradiție de mai multe secole. Odată cu trecerea la islam a bașkirilor, educația școlară a început să se dezvolte gradual. Școlile religioase au înființate și supravegheate de moschei (maktabeh și madrasah).
În Republica Bașcortostan există 12 institute de învățământ superior și 16 secții ale unor universități și colegii rusești. Există o rețea vastă de școli de pregătire profesională de toate gradele, care pregătește specialiști în peste 200 de meserii și profesiuni. Învățământul se desfășoară în principal în limba rusă, dar și în limba bașchiră și limba tătară.

## Cultura
În republică funcționează mai multe ansambluri și companii de dansuri și cântece populare, o rețea de teatre naționale, muzee și biblioteci. Anual au loc mai multe festivaluri folclorice.
Bașcortostanul deține un loc de frunte printre toate subiectele federale ruse prin numărul mare de muzee, biblioteci publice, depozite de carte și case de cultură.
În republică funcționează șapte teatre de stat bașchire, patru ruse și două tătare, Opera de Stat și Teatrul de balet, Orchestra națională simfonică, un studio de film și mai multe colective filarmonice.
Școala bașchiră de balet este renumită în toată lume, mulți dintre elevii acestor școli obținând importante premii în Rusia și în alte țări.
Pentru dezvoltarea culturală a republicii s-au adoptat trei programe.